# Música de contrabando
Música de Contrabando es el tercer álbum de estudio de Danza Invisible, publicado en 1986.
Las canciones que destacan como sencillos de este álbum, son Agua Sin Sueño, El Joven Nostálgico, y su éxito más grande Sin Aliento. Otro de los temas que no tuvo mucha repercusión en su día fue la canción "No habrá fiestas para mañana", composición donde Javier Ojeda ya dejaba evidente que su potente voz no necesitaba mucho acompañamiento musical para producir grandes canciones.

## Lista de canciones
1. Ocio y negocio - 4:25
2. Contrabando - 4:00
3. Mercado negro - 3:11
4. Sin aliento - 4:46
5. Espuelas - 3:50
6. Agua sin sueño - 5:10
7. El joven nostálgico - 4:10
8. En guerra - 4:40
9. Es probable que no sea el hombre de tu vida (pero en ese caso acabaré contigo) - 4:27
10. No habrá fiestas para mañana - 3:14

- Datos: Q6036468